# ZIL
ZIL (ЗиЛ), zkratka názvu Zavod imeni Lichačova (Завод имени Лихачёва), je ruská automobilka sídlící v hlavním městě Moskvě. V současnosti se zaměřuje především na výrobu nákladních automobilů, z dob Sovětského svazu přetrvává výroba luxusních limuzín pro státnické a diplomatické účely a výroba autobusů.
V letech 1931 až 1956 nesla automobilka název ZIS, neboli Zavod imeni Stalina (Завод имени Сталина). Po odsouzení Stalinových zločinů v roce 1956 byl podnik přejmenován na ZIL podle jeho dlouholetého ředitele Ivana Alexejeviče Lichačova (1896–1956). Dnešní název firmy zní AMO ZIL.

## Historie

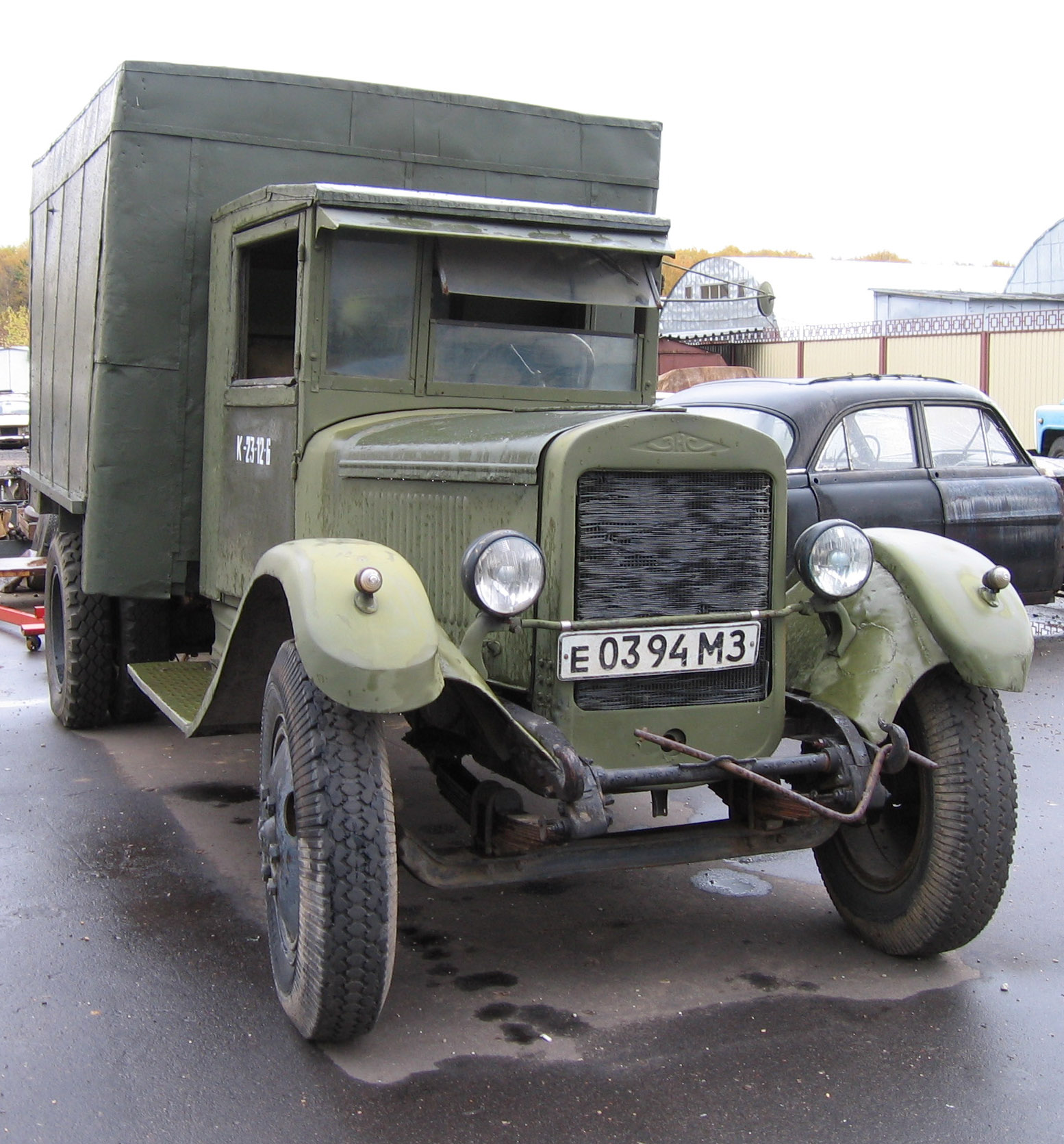
nákladní ZIS-5

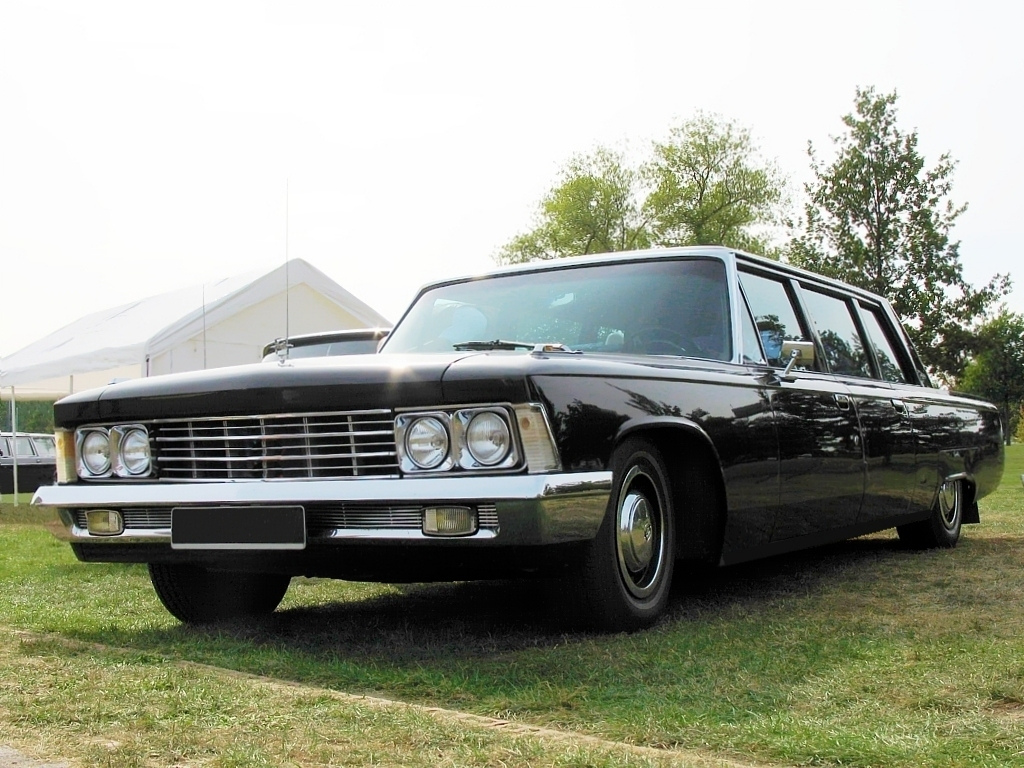
ZIL 114

Počátky automobilky sahají do roku 1916, kdy byl carem založen podnik AMO (Avtomobilnoje Moskovskoje Obšestvo, česky: Moskevská automobilová společnost). V době právě probíhající první světové války měl vyrábět nákladní automobily pro potřeby ruské armády. Pro tento účel měl posloužit licenčně vyráběný italský nákladní automobil Fiat F-15. Velká říjnová revoluce a následná občanská válka zpozdily začátek jeho výroby do roku 1924. AMO F-15, jak se nově vůz nazýval, se stal vůbec prvním sovětským masově vyráběným nákladním automobilem. Po rekonstrukci továrny v letech 1930 až 1931 bylo navázáno na výrobu nákladních vozů, ovšem již bez italské licence. Po znovuotevření továrny byl podnik přejmenován na ZIS (Zavod imeni Stalina) a tuto značku nesly nově všechny vozy. Poté, co ZIS v roce 1936 nakrátko převzal výrobu luxusního vozu L-1 vyráběného do té doby v Leningradě, bylo rozhodnuto o výrobě vlastního reprezentativního modelu. Díky spolupráci mezi automobilkou ZIS a americkou značkou Buick, díky níž vznikl vůz L-1, se začal v roce 1936 vyrábět první z řady reprezentativních limuzín značky ZIS, potažmo ZIL, model 101. ZIS 101, podobající se tehdejším vozům Packard, zůstal ve výrobě do roku 1941. Po konci druhé světové války se v roce 1945 začal vyrábět model ZIS 110, který setrval ve výrobním programu do roku 1958. Vůz, jež se dodával jako sedan nebo čtyřdveřový kabriolet, byl silně inspirován vozem Packard Super Eight, který Josefu Vissarionoviči Stalinovi věnoval během války americký prezident Franklin Delano Roosevelt. Kabriolet využíval k státnickým povinnostem např. i československý prezident Antonín Novotný.
V roce 1956 byly na XX. sjezdu KSSS odsouzeny Nikitou Chruščovem Stalinovy zločiny a kult osobnosti a bylo přistoupeno ke změně názvu automobilky. V témže roce zemřel Ivan Alexejevič Lichačev, ředitel automobilky od roku 1927, jehož jméno bylo včleněno do nového názvu. Podnik pokračoval v malovýrobě luxusních limuzín pro vysoké vládní a stranické funkcionáře, nákladních automobilů a těžké techniky a autobusů. Vzhled i použitá technika osobních vozů se s postupem let zlepšovaly, kulaté tvary s množstvím chromového dekoru (např. ZIL 111) 50. let byly v 60. letech nahrazovány střídmějšími rovnými plochami a celkově jednodušším designem, po technické stránce se jednalo o plně sovětské automobily. V tomto duchu se představil v roce 1967 i ZIL 114, který snesl srovnání se soudobými vozy Lincoln (zjm. model Continental). Až přes šest metrů dlouhé, tři tuny těžké vozy ZIL byly používány špičkami států tzv. východního bloku, u nás např. prezidentem Gustávem Husákem (ZIL 114) nebo premiérem Lubomírem Štrougalem (ZIL 117) či v NDR Erichem Honeckerem (ZIL 115). Poslední luxusní limuzínou byl model 115, později přejmenovaná na ZIL-4104, který používal motor V8 vlastní konstrukce s rozvodem OHC a jenž se vyráběl i po rozpadu Sovětského svazu.
Kromě produkce nákladních automobilů a reprezentativních osobních vozů vyráběla automobilka ZIL řadu vedlejších produktů. Zajímavostí je produkce sportovních a závodních vozů, které se v tehdejším SSSR podílely na tvorbě mnoha rekordů. V průběhu let ZIL participoval i na vojenských zakázkách. Již jako AMO na počátku 20. letech vyráběl licenční lehké tanky podle vzoru Renault, za války vznikaly mimo jiné v továrně ZIL unikátní bojové motorové saně a po jejím konci různá vojenská nákladní vozidla, transportéry nebo obojživelná vozidla. Pro potřeby překonávání extrémních podmínek ruské Sibiře vznikaly i masivní off-roadová vozidla (př. ZIL E-167) nebo terénní třínápravové obojživelné vozidlo ZIL 49061. Během své dlouhé historie vyráběla moskevská továrna ZIL i ledničky a jízdní kola.

## Současnost

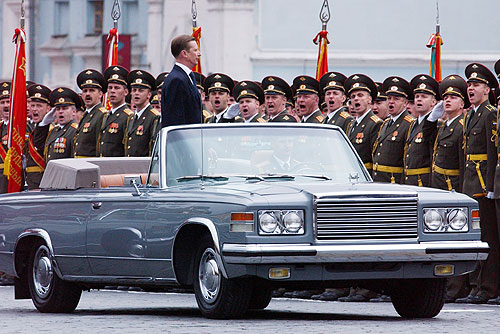
ZIL 4104 při přehlídce na Rudém náměstí (2004)

Dnes již soukromá firma AMO ZIL pokračuje ve výrobě nákladních vozů, které se staly jejím hlavním zaměřením. Po propadu výroby z počátku 90. let zapříčiněných rozpadem SSSR a ztrátou některých tradičních trhů se v současnosti výroba stabilizovala. V nabídce firmy figurují jak běžná nákladní vozidla, tak vozy záchranné služby nebo hasičská auta. Výroba autobusů si dnes vede v porovnání s minulostí o mnoho hůře, v nabídce zůstává pouze jeden menší autobus, přestavovaný na objednávku z nákladního vozu ZIL 5301.
Podobně si vede i výroba luxusních limuzín, která se od roku 1991 pohybovala v řádech jednotek kusů vyráběných na objednávku. Jediným modelem v nabídce zůstal model 4104, který se v nezměněné podobě vyrábí dodnes, i když pouze v extrémně malých počtech např. pro výroční přehlídkové události. Vozy ZIL patřily v éře Sovětského svazu k základu vozového parku vysokých státních a diplomatických úřadů, po jeho rozpadu začala byla pro podobné potřeby používána vozidla zahraniční výroby, zjm. vozy Mercedes-Benz, a původní vozu ruské výroby zůstaly již pouze v garážích vysoce postavených politiků. Změnu může přinést projekt organizovaný ruskou vládou z roku 2010, který má za cíl obnovit výrobu větších počtů tradičních luxusních limuzín ZIL s moderní technikou i vzhledem, přičemž má být plně ruského původu. V roce 2012 se představila nová limuzína ZIL 4112 R.

## Modely

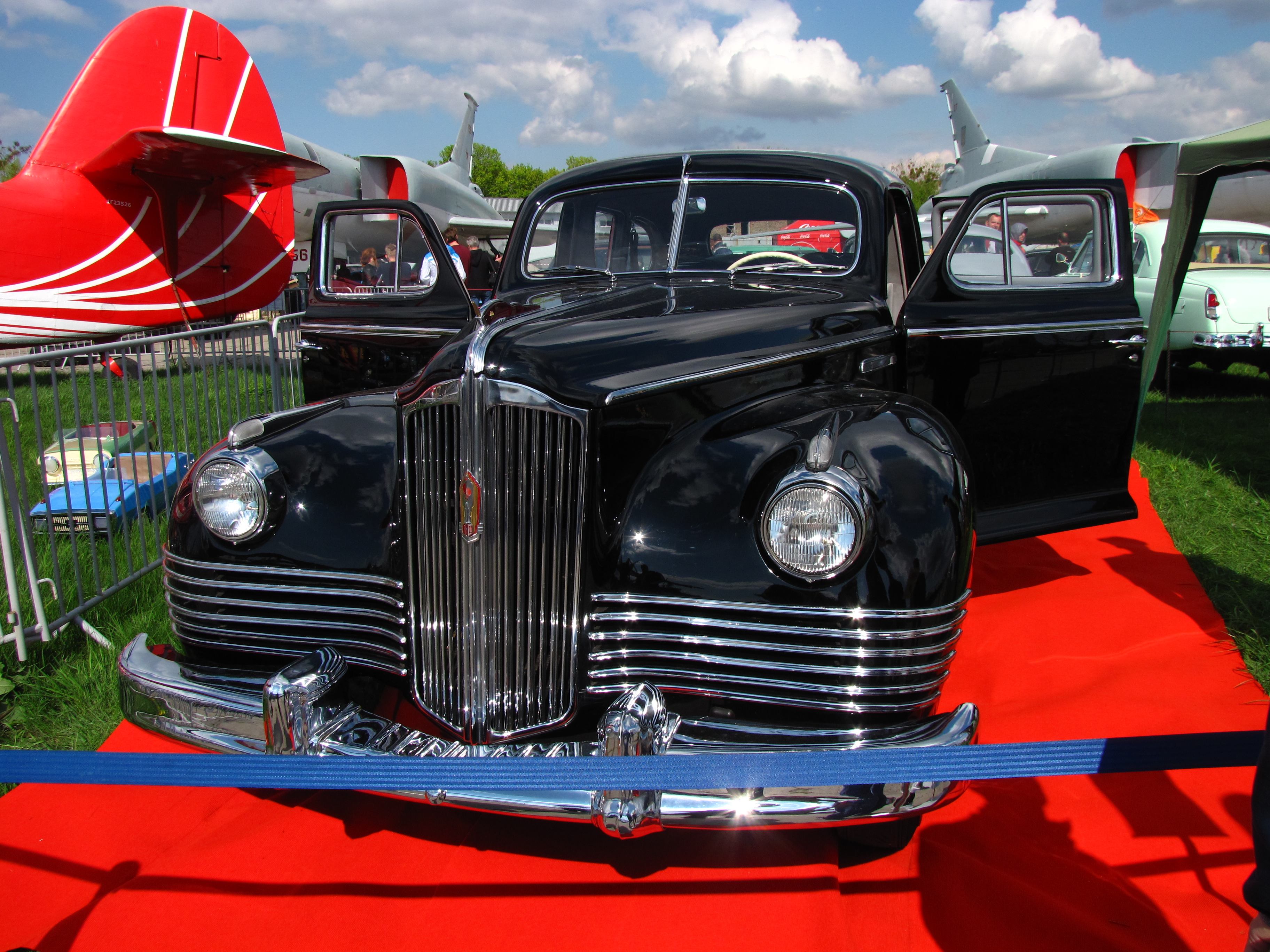
ZIS 110 (1945–1958)

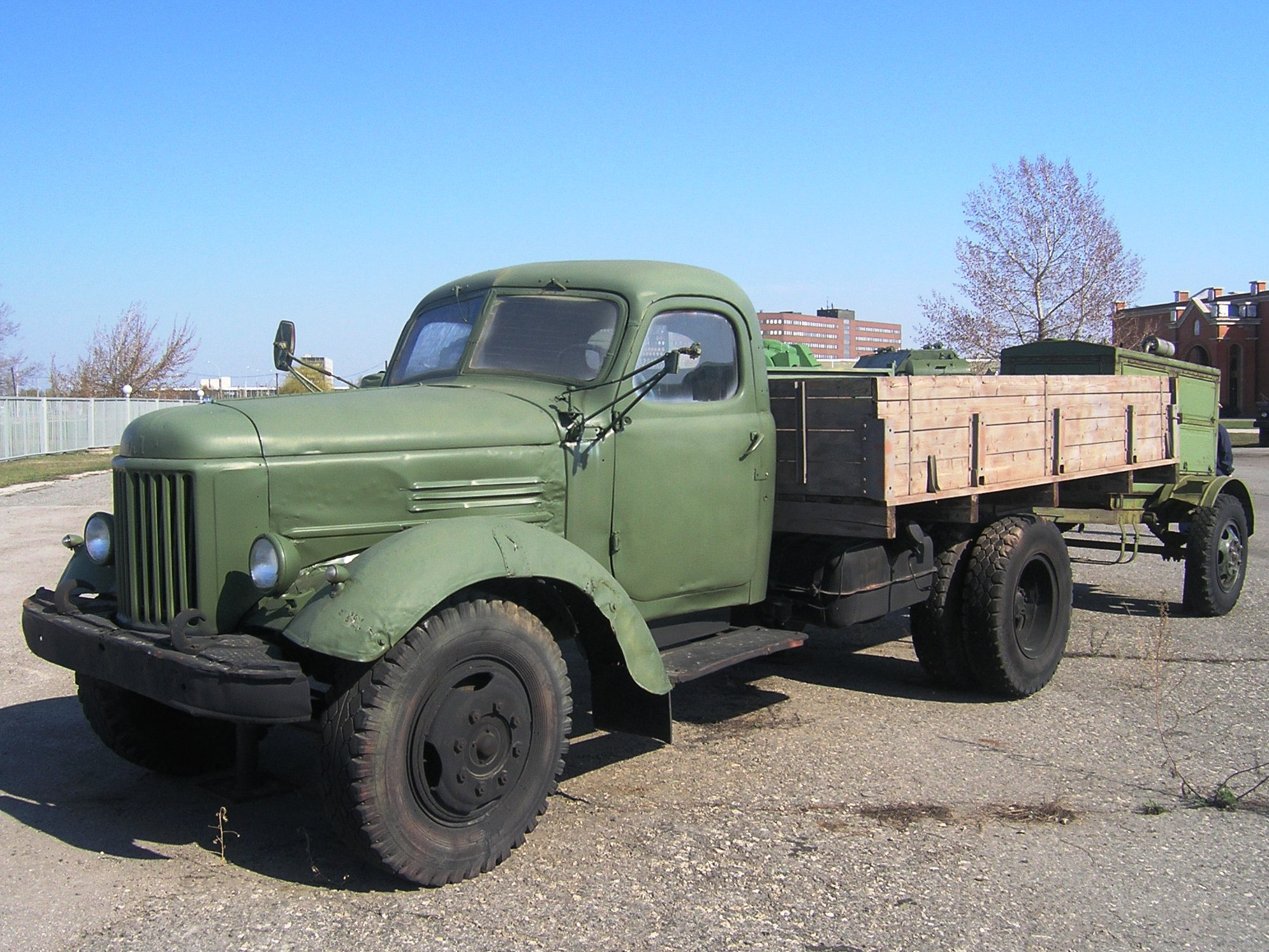
ZIL 164 (1957–1964)

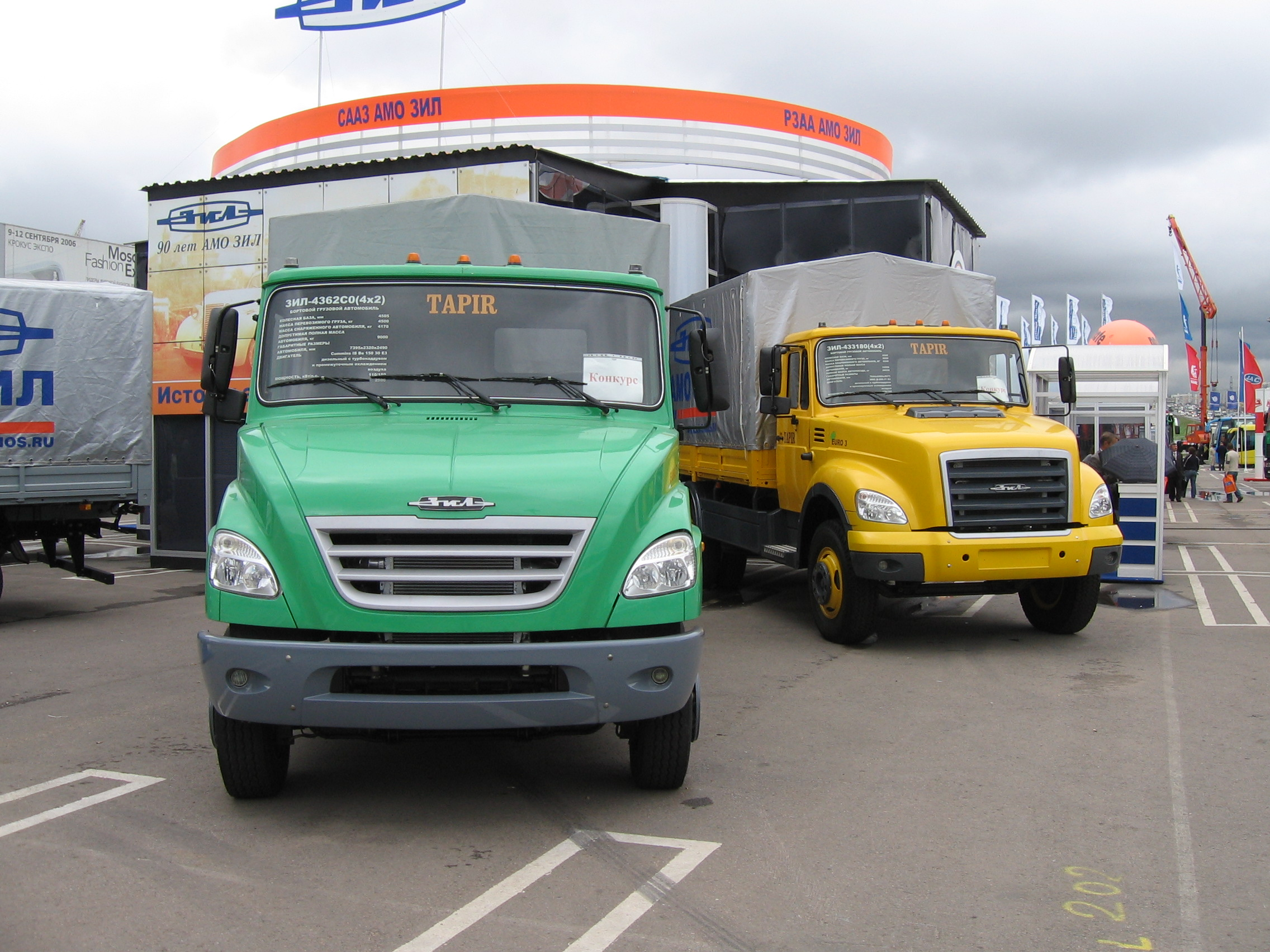
ZIL 4362S0 a 433180 (vpravo)

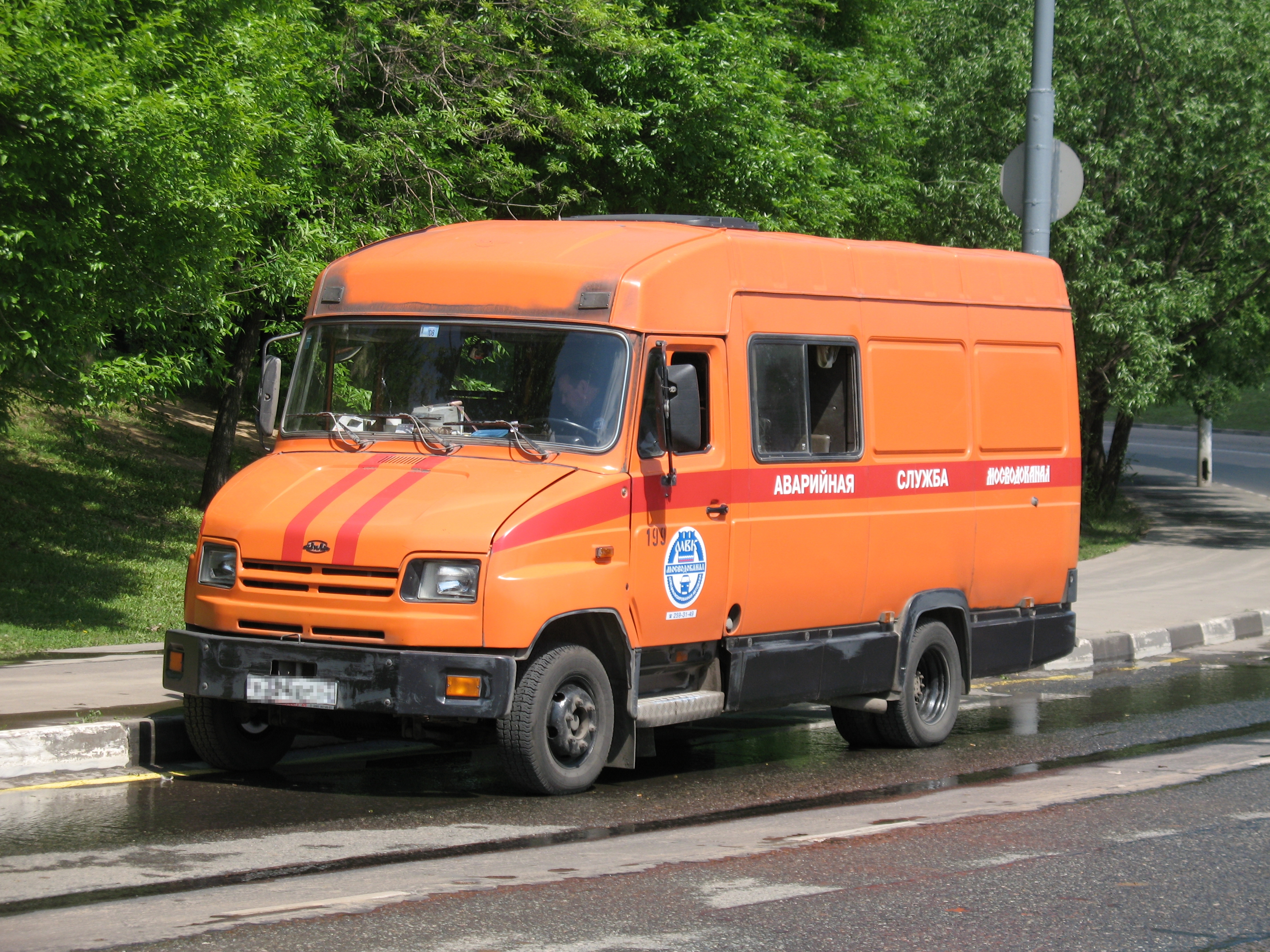
ZIL 5301 záchranná služba

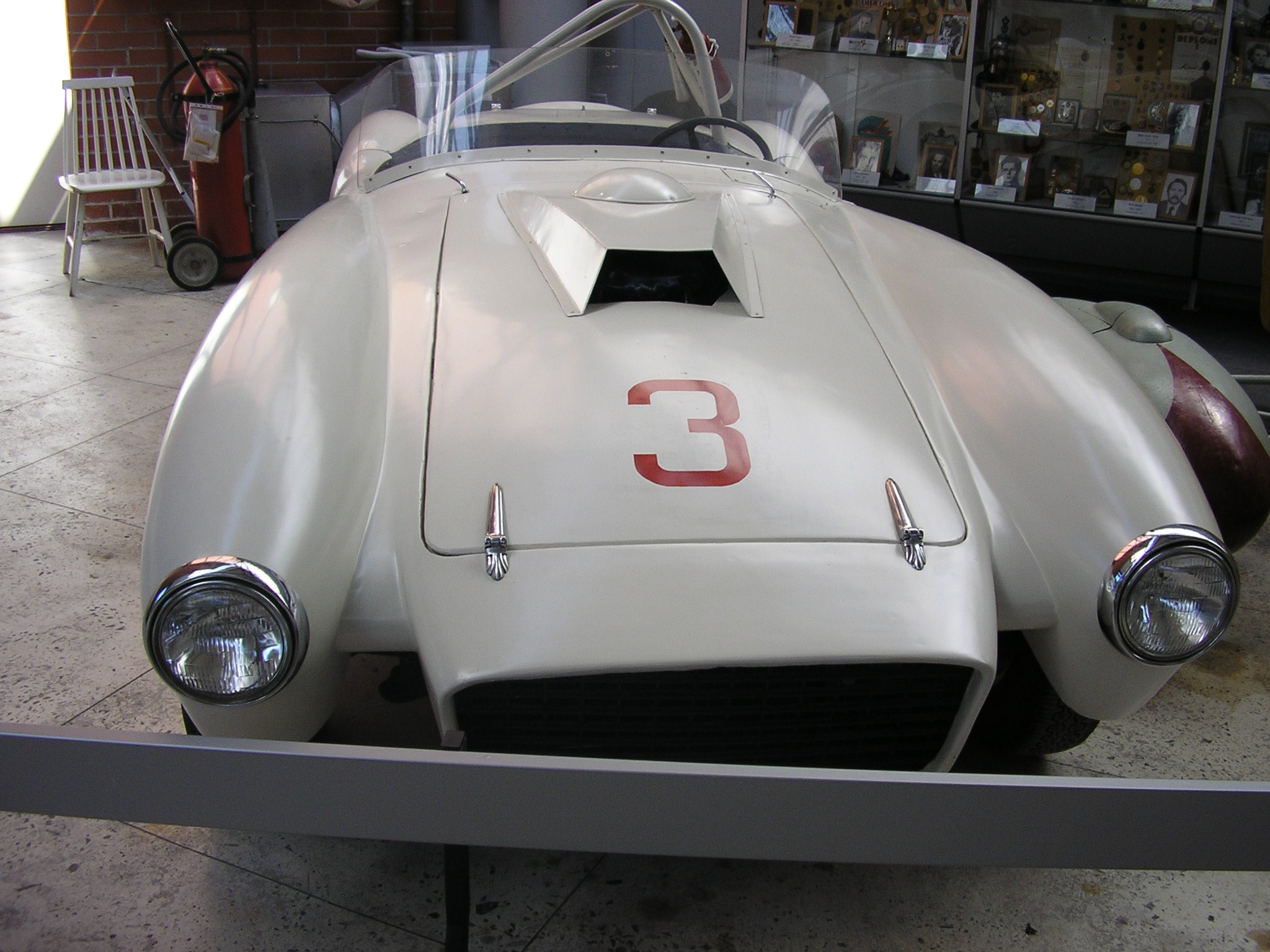
ZIL 112 Sport

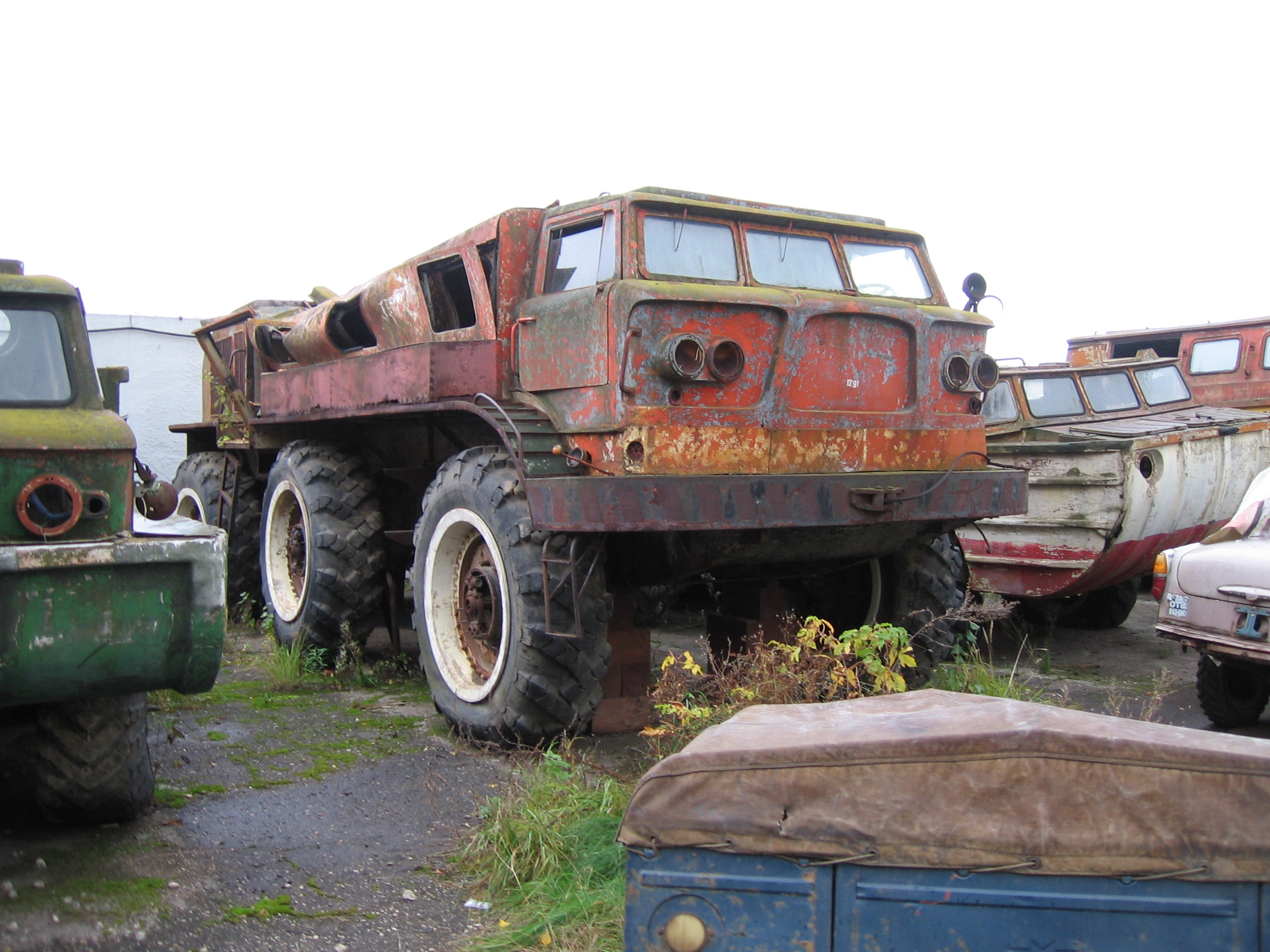
terénní ZIL E-167

### Osobní automobily
- ZIS 101 (1936–1941)
- ZIS 110 (1945–1958)
- ZIS 115 (1949)
- ZIL 111 (1958–1962)
- ZIL 114 (1967–1976)
- ZIL 115 (1976–1983)
- ZIL 117 (1971–1983)
- ZIL 4104 (1978–1985)
- ZIL 41041 (1986–2000)
- ZIL 41047 (1985–2002)
- ZIL-41072 (1989–1999, eskortní auto)
- ZIL-4112 (2005, koncept)
- ZIL-4112R (2012)

### Nákladní automobily
- АМО F-15 (1924–1931)
- АМО-2 (1930–1931)
- АМО-3 (1931–1933)
- ZIS-5 (1933–1941)
- ZIS-5В (1942–1946)
- ZIS-6 (1934–1941)
- ZIS-32 (1941)
- ZIS-42 (1942–1944)
- ZIS-42М (1942–1944)
- ZIS-50 (1946–1948)
- ZIS-150 (1947–1957)
- ZIS-151 (1947–1965)
- ZIL-157 (1958–1991)
- ZIL-164 (1957–1964)
- ZIL-130 (1963–1976)
- ZIL-131 (1966–1990)
- ZIL-131Н (1986–1990)
- ZIL-133Г1 (1975–1984)
- ZIL-133Г2 (1975–1984)
- ZIL-130 (1986–1995)
- ZIL-4331 (1986–2003)
- ZIL-133Г4 (1992–1999)
- ZIL-133Г5 (1992–1999)
- ZIL-433360 (od 1992)
- ZIL-5301 „Бычок“ (od 1994)
- ZIL-4334 (od 1995)
- ZIL-4327 (od 1998)
- ZIL-432930 (od 2003)
- ZIL-433180 (od 2003)
- ZIL-436200 (od 2009)

### Autobusy
- AMO 4 (1932–1934)
- ZIS-8 (1934–1936)
- ZIS-16 (1938–1941)
- ZIS-154 (1946–1950)
- ZIS-155 (1949–1957)
- ZIS-127 (1955–1961)
- ZIL-158 (1957–1959)
- ZIL-118 „Junost“ (1961–1970)
- ZIL-3250 (1998–dosud)

### Ostatní
- ZIS-101 Sport (1939) – sportovní vůz
- ZIL-112 Sports (1960–1962) – sportovní vůz
- ZIL E-167 (60. léta) – těžký terénní vůz
- ZIL 49061 (1980–1991) – obojživelný vůz
- BTR-152 (1950–1962) – obrněný transportér
- ZIL/BAV 485 (50. léta) – obojživelný armádní vůz